# Hal Sutherland
Harold H. "Hal" Sutherland (n. 1 iulie 1929, Cambridge, Massachusetts, SUA – d. 16 ianuarie 2014, Bothell⁠(d), Washington, SUA) a fost un animator și pictor american care și-a început cariera ca animator Disney în 1954 lucrând la Frumoasa adormită, Doamna și vagabondul, Peter Pan și la ultimul scurtmetraj cinematografic în care a apărut Donald Duck. A devenit cunoscut la sfârșitul anilor 1960 ca regizor de producții animate la Filmation.

## Tinerețe
S-a născut în Cambridge, Massachusetts, în 1929.

## Carieră
Unul dintre cei trei cofondatori ai companiei, Sutherland a produs un număr mare de producții de animație limitate de la Filmation, care au fost difuzate ca desene animate de sâmbătă dimineața (Saturday morning cartoon). Ca regizor a realizat primele șaisprezece episoade din Star Trek: Seria animată în 1973 și Noile aventuri ale lui Flash Gordon în 1979. De asemenea, el a regizat unele dintre desenele memorabile cu supereroi ale companiei Filmation, inclusiv Aventurile lui Batman, Ora Batman/Superman, Aquaman și Ora de aventură Superman/Aquaman, la sfârșitul anilor 1960.
Sutherland s-a retras în 1974, mutându-se în statul Washington pentru a se concentra pe pictura de artă. Una dintre lucrările ulterioare ale lui Sutherland cu Filmation a fost ca director de producție pentru seria de televiziune He-Man and the Masters of the Universe , care a început să fie difuzată în 1983. De asemenea, el a regizat Pinocchio and the Emperor of the Night.   Ultimul proiect al lui Hal Sutherland la Filmation a fost continuarea Alba ca zăpada Happily Ever After, film care a fost finalizat în 1988 și lansat în 1993.

## Moarte
Sutherland a murit pe 16 ianuarie 2014 din cauza complicațiilor legate de o problemă a vezicii biliare.